# Грязная (приток Енисея)
Грязная (также Томская, устар. Грязнуха) — река в России, протекает по территории Таймырский Долгано-Ненецкого района Красноярского края, левый приток Енисея. Длина реки — 125 км, площадь водосборного бассейна — 870 км²
Ранее (по ГВР) река называлась Грязнуха, на современных картах закрепилось название Грязная, в верхнем течении носит название Томская. Исток реки находится в болотистой местности, в системе многочисленных мелких озёр, объединённых названием Озёра Томские. Значительные притоки впадают слева: Тайменья — длиной 12 км, в 28 км от устья, Ванькина (в ГВР — река без названия), 18 км длиной, в 40 километрах и безымянный приток, длиной 21 км, на 81 километре. В бассейне реки большое число озёр, в том числе одно крупное — Тайменье.
Впадает в Енисей напротив острова Песчаный, на расстоянии 558 км от устья.
По данным государственного водного реестра России относится к Енисейскому бассейновому округу. Код водного объекта — 17010800412116100106008.